# Bustul lui Gheorghe Panu din București
Bustul lui Gheorghe Panu este opera sculptorului român Gheorghe Horvath. Monumentul mai este numit și „Semănătorul de idei” și a fost ridicat de Ziarul „Adevărul” prin subscripție publică.
Monumentul a fost realizat din bronz și a fost dezvelit în anul 1912 în Parcul Cișmigiu. Pe un soclu de bază din piatră, de formă paralelipipedică, este amplasat un piedestal înalt, în forma unui trunchi de piramidă, de asemenea din piatră. Pe acest piedestal este așezat bustul lui Gheorghe Panu reprezentat în postura unui semănător: cu mâna stângă își ține poala hainei și în mâna dreaptă îndepărtată de corp ține „semințele”. La baza piedestalului sunt reprezentate în bronz ziarul „Lupta” și principalele lucrări ale lui Gheorghe Panu, înconjurate de ramuri de laur.
Lucrarea este înscrisă în Lista monumentelor istorice 2010 din Municipiul București (cod LMI B-III-m-B-20045).
Monumentul este situat în Grădina Cișmigiu, pe bulevardul Schitu Măgureanu nr. 37 din sectorul 1.